# دیری کوئین
دیری کوئین (انگلیسی: Dairy Queen) شرکت رستوران زنجیره‌ای آمریکایی است، که در سال ۱۹۴۰ توسط جان فرمونت مک‌کالو تأسیس شد.